# All About That Bass
«All About That Bass» — дебютный сингл американской певицы Меган Трейнор, изданный лейблом Epic Records в июне 2014 года. Авторами песни, раскрывающей тематику принятия своего тела, стали сама Меган Трейнор и Кевин Кэдиш.

## Информация о песне
По словам Меган Трейнор, название песни представляет собой аллегорию — в музыке бас-гитара отвечает за основной ритм, поддержку всей мелодии и «прочность», низкие частоты, это сравнение в песне применяется к телу и его нижней части, на сленге слово «bass» также обозначает ягодицы.
Каждый твой дюйм идеален от пят до макушки
 Текст песни критикует пропаганду худобы в качестве «идеального» образа тела и призывает к тому, что каждый человек идеален при любом весе и форме. Как заявила сама певица: «Я написала эту песню, потому что я сама страдаю из-за этой концепции и принятия себя. Она была написана на основе реальных вещей, и я рада, что другие люди могут почувствовать свою сопричастность». Посыл песни о необходимости принять и полюбить себя сравнивают с хитом Кристины Агилеры «Beautiful»; а в музыкальном плане с другой композицией Агилеры — «Ain’t No Other Man».
Жанр «All About That Bass» можно определить как смесь бабблгам-попа, ретро-R&B и хип-хопа. Гари Траст, музыкальный обозреватель Billboard, также отметил присутствие элементов тропической музыки. Меган Трейнор пояснила, что в качестве вдохновения для неё служил стиль ду-воп, который она назвала «самым цепляющим».
Песня написана в тональности Ля мажор, среднем темпе 134 удара в минуту; последовательность аккордов — A-Bm-E-A; вокальный диапазон охватывает две октавы от Ми3 до До♯5.
Видеоклип «All About That Bass», режиссёром которого стала Фатима Робинсон, был снят 8 мая 2014 года.
Первое живое выступление Меган Трейнор с «All About That Bass» состоялось 16 июля 2014 года в эфире шоу Эмили Уэст. 15 сентября она исполнила песню во время эфира 6 сезона австралийской версии шоу The X Factor.

## Критика
«All About That Bass» получила в основном положительные оценки от критиков музыкальных изданий и порталов. Её охарактеризовали как «потенциальную песню лета 2014» и «энергично приветливую песню». Рецензент сайта Idolator отметил видеоклип и нестандартность звучания, которое способно прорваться сквозь однотипные песни, заполнившие радиоэфир.
Тем не менее, часть оценок несла негативный характер, связанный прежде всего с принижением и оскорблением стройности фразой «skinny bitches». В интервью для Billboard Меган Трейнор пояснила, что она не собиралась унижать стройных девушек, а песня о том, что тяжело может приходиться людям с любыми размерами.
Клип «All About That Bass» стал одним из немногих, набравших более 1 миллиарда просмотров на видеохостинге YouTube.

## Чарты и сертификации
Песня дебютировала в хит-параде Billboard Hot 100 26 июля 2014 года на 84 месте. 30 августа она поднялась на 2 место чарта, а 20 сентября возглавила его; всего песня находилась на 1 месте 8 недель. К ноябрю 2014 года было продано около 3,2 миллионов копий сингла в США.
Песня также возглавила хит-парады Австралии, Австрии, Канады, Дании, Германии, Ирландии, Испании, Новой Зеландии и других странах. В Великобритании «All About That Bass» стала первой в истории песней, попавшей в топ-40 хит-парада песен только благодаря цифровым закачкам за неделю до выхода в продажу полноценного сингла. Песня также добралась до вершины хит-парада UK Singles Chart и продержалась там 4 недели подряд. К марту 2016 года песня имеет 9 платиновых сертификаций в США.
| Чарт (2014-15)                                  | Лучшая позиция |
| ----------------------------------------------- | -------------- |
| Австралия (ARIA)                                | 1              |
| Австрия (Ö3 Austria Top 40)                     | 1              |
| Бельгия/Фландрия (Ultratop 50)                  | 5              |
| Бельгия/Валлония (Ultratop 50)                  | 2              |
| Бразилия (Billboard Brasil Hot 100)             | 41             |
| Болгария (IFPI)                                 | 1              |
| Канада (Billboard Canadian Hot 100)             | 1              |
| Канада (Billboard AC)                           | 1              |
| Канада (Billboard CHR/Top 40)                   | 1              |
| Канада (Billboard Hot AC)                       | 1              |
| Чехия (Rádio — Top 100)                         | 2              |
| Чехия (Singles Digitál Top 100)                 | 3              |
| Дания (Tracklisten)                             | 1              |
| Дания (Tracklisten Airplay)                     | 1              |
| Европа (Billboard Euro Digital Song Sales)      | 1              |
| Финляндия (Suomen virallinen lista)             | 8              |
| Франция (SNEP)                                  | 8              |
| Германия (GfK)                                  | 1              |
| Венгрия (Rádiós Top 40)                         | 13             |
| Венгрия (Single Top 40)                         | 1              |
| Ирландия (IRMA)                                 | 1              |
| Израиль (Media Forest)                          | 1              |
| Италия (FIMI)                                   | 5              |
| Япония (Billboard Japan Hot 100)                | 10             |
| Люксембург Luxembourg Digital Songs (Billboard) | 1              |
| Мексика Mexico Airplay (Billboard)              | 1              |
| Нидерланды (Dutch Top 40)                       | 3              |
| Нидерланды (Single Top 100)                     | 2              |
| Новая Зеландия (Recorded Music NZ)              | 1              |
| Норвегия (VG-lista)                             | 2              |
| Польша (Polish Airplay Top 100)                 | 1              |
| Польша (Dance Top 50)                           | 10             |
| Португалия Portugal Digital Songs (Billboard)   | 2              |
| Шотландия (OCC Scotland)                        | 1              |
| Словакия (Rádio — Top 100)                      | 1              |
| Словакия (Singles Digitál Top 100)              | 3              |
| Словения (SloTop50)                             | 1              |
| ЮАР (EMA)                                       | 2              |
| Испания (PROMUSICAE)                            | 1              |
| Швеция (Sverigetopplistan)                      | 3              |
| Швейцария (Schweizer Hitparade)                 | 1              |
| Великобритания (OCC UK Singles)                 | 1              |
| США (Billboard Hot 100)                         | 1              |
| США (Billboard Adult Contemporary)              | 7              |
| США (Billboard Adult Pop Airplay)               | 2              |
| США (Billboard Dance Club Songs)                | 13             |
| США (Billboard Latin Airplay)                   | 29             |
| США (Billboard Latin Pop Airplay)               | 19             |
| США (Billboard Pop Airplay)                     | 1              |
| США (Billboard Rhythmic)                        | 8              |
| Венесуэла (Record Report)                       | 81             |

| Чарт (2014)                          | Позиция |
| ------------------------------------ | ------- |
| Australia (ARIA)                     | 2       |
| Austria (Ö3 Austria Top 40)          | 18      |
| Belgium (Ultratop Flanders)          | 62      |
| Belgium (Ultratop Wallonia)          | 72      |
| Canada (Canadian Hot 100)            | 7       |
| Denmark (Tracklisten)                | 23      |
| Germany (Official German Charts)     | 12      |
| Ireland (IRMA)                       | 8       |
| Italy (FIMI)                         | 32      |
| Netherlands (Dutch Top 40)           | 27      |
| Netherlands (Single Top 100)         | 24      |
| New Zealand (Recorded Music NZ)      | 2       |
| Poland (ZPAV)                        | 30      |
| Slovenia (SloTop50)                  | 44      |
| Switzerland (Schweizer Hitparade)    | 19      |
| UK Singles (Official Charts Company) | 8       |
| US Billboard Hot 100                 | 8       |
| US Adult Contemporary (Billboard)    | 40      |
| US Adult Top 40 (Billboard)          | 21      |
| US Mainstream Top 40 (Billboard)     | 15      |
| Чарт (2015)                          | Позиция |
| Italy (FIMI)                         | 94      |
| Slovenia (SloTop50)                  | 7       |
| UK Singles (Official Charts Company) | 77      |
| US Billboard Hot 100                 | 28      |
| Чарт (2016)                          | Позиция |
| Slovenia (SloTop50)                  | 41      |

| Чарт                 | Позиция |
| -------------------- | ------- |
| US Billboard Hot 100 | 67      |

## Сертификация
| Регион | Сертификация   | Продажи    |
| --- | -------------- | ---------- |
| Австралия (ARIA) | 11× Платиновый | 770 000    |
| Австрия (IFPI Austria) | Платиновый     | 30 000*    |
| Бельгия (BEA) | Платиновый     | 20 000     |
| Канада (Music Canada) | 8× Платиновый  | 640 000    |
| Дания (IFPI Danmark) | 2× Платиновый  | 120 000^   |
| Германия (BVMI) | 3× Золотой     | 600 000    |
| Италия (FIMI) | 2× Платиновый  | 60 000     |
| Мексика (AMPROFON) | 4× Платиновый  | 240 000    |
| Новая Зеландия (RMNZ) | 3× Платиновый  | 45 000*    |
| Норвегия (IFPI Norway) | 3× Платиновый  | 120 000    |
| Испания (PROMUSICAE) | 2× Платиновый  | 80 000     |
| Швеция (GLF) | 5× Платиновый  | 200 000    |
| Швейцария (IFPI Switzerland) | Платиновый     | 30 000^    |
| Великобритания (BPI) | 2× Платиновый  | 884,347    |
| США (RIAA) | Бриллиантовый  | 10 000 000 |
| Стриминг |                |            |
| Дания (IFPI Danmark) | Платиновый     | 2 600 000  |
| Испания (PROMUSICAE) | Золотой        | 4 000 000  |
| * Данные о продажах приведены только на основе сертификации. · ^ Данные о тиражах приведены только на основе сертификации. · Данные о продажах + прослушиваниях приведены только на основе сертификации. · Данные только о прослушиваниях приведены на основе сертификации. |                |            |

## Награды и номинации
| Год  | Премия   | Номинация   | Результат |
| ---- | -------- | ----------- | --------- |
| 2015 | «Грэмми» | Запись года | Номинация |
| 2015 | «Грэмми» | Песня года  | Номинация |

## Хронология изданий
| Страна                       | Дата           | Формат                 | Лейбл |
| ---------------------------- | -------------- | ---------------------- | ----- |
| Австрия                      | 30 июня 2014   | цифровая дистрибуция   | Epic  |
| Германия                     | 30 июня 2014   | цифровая дистрибуция   | Epic  |
| Швейцария                    | 30 июня 2014   | цифровая дистрибуция   | Epic  |
| Великобритания               | 30 июня 2014   | цифровая дистрибуция   | Epic  |
| США                          | 1 июля 2014    | Contemporary hit radio | Epic  |
| Германия, Австрия, Швейцария | 3 октября 2014 | CD-сингл               | Epic  |